# 1918
1918 (MCMXVIII) fon un any normal dels calendaris gregorià i julià, començat un dimarts i marcat per la fi de la Primera Guerra Mundial.

## Esdeveniments

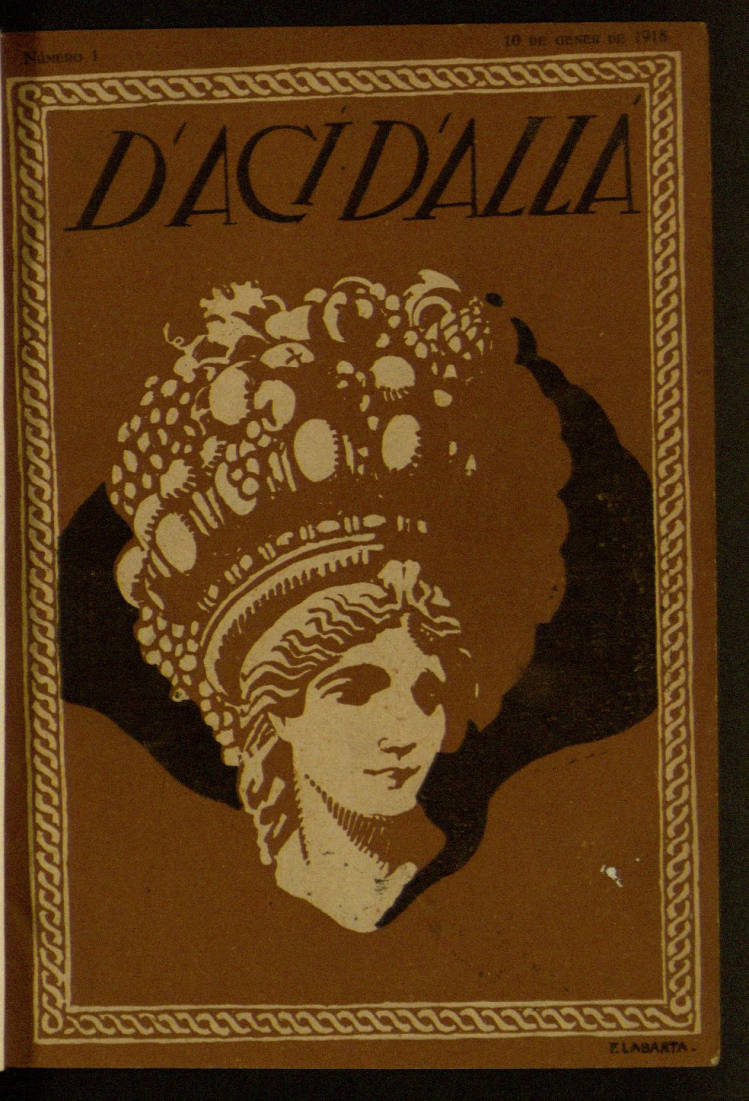

El 10 de gener sortí a la venda el primer número de la revista barcelonina D'Ací i d'Allà i s'estrenà l'obra de Josep Maria de Sagarra Rondalla d'esparvers al Teatre Romea.
- 14 d'abril, Barcelona: es deixa de publicar el diari El Poble Català, en circulació des de 1906.
- 24 de juny: inauguració de la Biblioteca Popular de Valls, primera de la xarxa de biblioteques públiques de la Mancomunitat de Catalunya.
- 21 de juliol: Amposta: Neix la Unió Filharmònica d'Amposta, a partir de l'anterior "Unión de Forasteros".[1]
- Segon Congrés Universitari Català, continuador de l'esperit del Primer Congrés, on s'acorda la creació dels Estudis Universitaris Catalans.
- Creació de la Unió Valencianista.
- Catalunya; La Mancomunitat de Catalunya impulsa la campanya en favor de l'Estatut d'Autonomia.
- País Valencià: El 14 de novembre de 1918, el diari “La Correspondencia de Valencia” publicava en primera plana i en lloc preferent la Declaració Valencianista. Precedia a la Declaració un article a tres columnes titulat “Valencianismo”

Resta del món
- Durant l'any: una gravíssima epidèmia de grip arriba a afectar, en alguns llocs, el 50% de la població i causa una enorme mortalitat.
- 1 de gener, Hollywood, Califòrnia, EUA: l'actor de cinema anglès Charles Chaplin hi inaugura els seus propis estudis cinematogràfics.
- 8 de gener, Washington: el president Wilson fa públic el missatge en el punt catorzè del qual hi ha el germen de la Societat de Nacions (vegeu els catorze punts de Wilson).
- 24 de gener: Bessaràbia, formada majoritàriament per la República de Moldàvia, s'independitza de l'Imperi Rus. Tot i això, dos mesos després serà annexionada de nou al Regne de Romania.
- 2 de febrer: Rússia reconeix la independència d'Estònia.
- 3 de març: es signa el Tractat de Brest-Litovsk tractat de pau entre les Potències Centrals i l'Imperi Rus, que va suposar la retirada de Rússia de la Primera Guerra Mundial.[2]
- 4 de març, Fort Riley, Kansas: primer cas detectat de l'epidèmia de grip de 1918.
- 5 de març, Rússia: les autoritats bolxevics traslladen la capital del país de Petrograd a Moscou.
- 27 de març: La República de Moldàvia és annexionada al Regne de Romania, després de 2 mesos d'haver-se independitzat de l'Imperi Rus.
- 7 de maig, Bucarest, Regne de Romania: se signa el Tractat de Bucarest entre Romania i l'imperi Alemany.[3]
- 8 de maig, Alger (França): batalla d'Argel, batalla naval durant la Primera Guerra Mundial.
- 24 de maig, Budapest (Hongria): estrena d'El castell de Barbablava de Béla Bartók, en l'Òpera Reial.
- Juny, Madrid: fundació de l'empresa editora Editorial Calpe per Nicolás María de Urgoiti.
- 17 de juliol, Iekaterinburg, Rússia: El tsar Nicolau II de Rússia, la tsarina Alexandra de Hessen-Darmstadt i tota la seva família són assassinats pels bolxevics a la casa Ipatiev.[4][5]
- 28 de setembre, Lausana (Suïssa): estrena de la Histoire du Soldat d'I. Stravinski.
- 28 d'octubre: independència de Txecoslovàquia de l'Imperi Austrohongarès.
- 30 d'octubre
  - Lemnos, Grècia: es firma l'Armistici de Mudros, entre l'Imperi Otomà i els Aliats de la Primera Guerra Mundial.
  - Àustria: Karl Renner és nomenat primer Canceller d'Àustria de la Primera República Austríaca.
- 9 de novembre: abdica Guillem II d'Alemanya i es proclama la República de Weimar.
- 11 de novembre: acaba la Primera Guerra Mundial amb l'Armistici de Compiègne.
- 14 de desembre, Nova York: estrena d' Il trittico de Giacomo Puccini al Metropolitan Opera House.
- 20 de desembre, Madrid: estrena, en el Teatro de la Comedia, de La venganza de Don Mendo de Pedro Muñoz Seca.

### Premis Nobel
- Aquest any només es van atorgar el de Física a Max Planck i el de Química a Fritz Haber.

## Naixements
Les persones nascudes el 1918 faran 107 anys durant el 2025.
- 1 de gener:
  - Maçanet de la Selva, la Selva: Manuel Anglada i Ferran, estudiós de la cultura catalana d'Andorra i del Pirineu
  - Sant Julià de Vilatorta (Osona): Camil Pallàs i Arisa, arquitecte i restaurador català
- 6 de gener, Barcelona: Ignasi Mundó i Marcet, pintor català
- 16 de gener, Villanubla, Valladolid: Marcelo González Martín, cardenal espanyol, arquebisbe de Barcelona, figura de referència a l'Església espanyola durant la Transició

- 18 de gener, Calonge, província de Girona: Ricard Viladesau i Caner, músic català
- 21 de gener: 
  - Girona, Gironès: Joan Viñas i Bona, locutor de ràdio i presentador de televisió
  - Barcelona: Miquel Asins Arbó, compositor i director de música
- 31 de gener, Barcelona: Joan Barat i Creus, poeta i escriptor català
- 1 de febrer, Tarragona: Montserrat Abelló i Soler, poetessa i traductora catalana.
- 3 de març:
  - Barcelona: Conxita Bardem i Faust, actriu de teatre i de cinema catalana[6]
  - Berga: Josep Antoni Salvà i Miquel, farmacòleg i metge català
- 5 de març, Girona, província de Girona: Joan-Josep Tharrats i Vidal, pintor, teòric d'art i editor català
- 6 de març, Barcelona: Maria Mercader i Fordada, actriu catalana de cinema i teatre[7]
- 12 de març, Nova York: Elaine de Kooning, pintora estatunidenca expressionista abstracta i crítica d'art [8]
- 13 de març, Daia Nova, Baix Segura: José Rico Pérez, empresari i president de l'Hèrcules Club de Futbol d'Alacant des de 1971 a 1984
- 23 de març, Castelló de la Plana, la Plana Alta: Matilde Salvador i Segarra, compositora i pintora valenciana[9]
- 1 d'abril, l'Aranyó, la Segarra: Manuel de Pedrolo i Molina escriptor català.[10]
- 12 d'abril:
  - Llubí, Pla de Mallorca: Paulina Amengual Payeras, sindicalista, mestra i infermera mallorquina
  - Inca, Mallorca: Gaietà Martí Valls, reformador religiós
- 18 d'abril, Puig-reig, Berguedà: Mateu Cardona i Estrada, músic, compositor i director de corals
- 24 d'abril, Barcelona: Ferran Díaz-Plaja i Contestí, escriptor i historiador català[11]
- 26 d'abril, Baarn, Països Baixos: Fanny Blankers-Koen, atleta neerlandesa, primera a guanyar quatre medalles olímpiques d'or, de les més destacades de tots els temps.[12]
- 29 d'abril, Palma: Josep Orlandis Rovira, historiador, jurista i prevere mallorquí, especialitzat en història de l'Església i dels visigots [13]
- 1 de maig, Barcelona: José Luis Milà Sagnier, II Comte de Montseny, advocat català
- 2 de maig:
  - Alguaire, Segrià: María Malla Fábregas, escriptora i poetessa, militant anarquista i anarcosindicalista catalana
  - Barcelona: Miquel Siguan i Soler, psicòleg i escriptor català
- 3 de maig, Barcelona: Albert Barella i Miró, enginyer tèxtil català
- 6 de maig, Palamós, província de Girona: Lluís Figa i Faura, advocat i jurista[14]
- 14 de maig, la Font de la Figuera, València: Raquel Payà, pedagoga valenciana[15]
- 17 de maig, València: Trini de Figueroa, escriptora, autora de novel·les rosa en castellà
- 18 de maig, Olba, Aragó: Manuel Pertegaz Ibáñez, dissenyador de moda instal·lat en Barcelona
- 20 de maig, Barcelona: Artur Caballero i López, botànic català
- 3 de juny, Sabadell: Maria-Rosa Wennberg Ball-llovera, filòloga catalana, escriptora i especialista en teatre[16]
- 4 de juny, Terrassa, Vallès Occidental: Santiago Padrós i Elías, artista català del mosaic
- 16 de juny, Barcelona: Ramon Bech i Taberner, escriptor i periodista català[17]
- 29 de juny, Manlleu, Osona: Lluís Terricabres i Molera, Terri, promotor cultural i escriptor
- 2 de juliol, Motilla del Palancar, Conca, Castilla la Nueva: Josep Moratalla i Martínez, polític, destacat líder del moviment veïnal de la ciutat de Barcelona
- 3 de juliol, Barcelona: Josep Rahola i d'Espona, enginyer industrial i polític català
- 5 de juliol, Almacelles, Segrià: Felip Lorda i Alaiz, crític literari i polític català
- 20 de juliol, Barcelona: Antoni Altisent i Balmas, compositor
- 3 d'agost, Barcelona: Maria Aurèlia Capmany i Farnés, escriptora i activista cultural.[18]
- 4 d'agost, Puigcerdà: Maria Teresa Bonilla i Elias, veterinària catalana, la primera dona a exercir la veterinària al Principat [19]
- 8 d'agost:
  - Santoña, Cantàbria: Josep Lluís Ortega Monasterio, compositor i militar català
  - Mataró, Maresme: Pere Montserrat Recoder, botànic i ecòleg català
- 10 d'agost, Granollers, Vallès Oriental: Joan Obiols i Vié, psiquiatre i professor universitari català
- 23 d'agost, Peermade, Travancore: Anna Mani, física i meteoròloga índia [20]
- 27 d'agost, Figueres, Alt Empordà: Teodor Jové i Planella, músic i compositor de sardanes
- 29 d'agost, Sant Andreu de Palomar (Barcelonès): Joan Gual i Torras, baríton català
- 1 de setembre, València: Ismael Merlo Piquer, actor valencià
- 14 de setembre, Montitxelvo, la Vall d'Albaida: Joan Climent i Pascual, poeta valencià
- 18 de setembre, Cabdet, Albacete, Espanya): José Pérez Gil o Pérezgil, pintor espanyol establert a Alacant
- 20 de setembre:
  - Muniesa, Terol: Juan García Iranzo, autor de còmics instal·lat a Barcelona
  - l'Arboç: Josep Pons i Rosell, antropòleg
- 29 de setembre, Badalona: Remei Oliva, exiliada i mare a la Maternitat d'Elna [21]
- 30 de setembre, Barcelona: Miquel Casas i Augé, músic i compositor, pare de l'acordionisme veneçolà
- 2 d'octubre, València: Francesc Llàcer Pla, compositor i pedagog musical valencià
- 3 d'octubre:
  - Berga: Marcel·lí Massana i Bancells, guerriller antifranquista[22]
  - Valls: Pere Lazaga Sabater, Pedro Lazaga, director de cinema
- 4 d'octubre, Barberà del Vallès: Josep Maria Arnella i Gallego, periodista català.
- 29 d'octubre, Sabadell, Vallès Occidental: Andreu Castells i Peig, pintor, historiador i editor català.
- 2 de novembre - Barcelona: 
  - Carmen Amaya, ballarina i cantant de flamenc catalana [23]
  - Raimon Panikkar, pensador
- 11 de novembre, Marsella, França: Claudi Esteva i Fabregat, antropòleg cultural i historiador americanista català
- 18 de novembre, Sabadell: Fidel Trias Pagès, pintor sabadellenc
- 4 de desembre, Marçà, Priorat: Marçà-Giné, escultor, dibuixant, i ceramista català
- 13 de desembre, Barcelona: Teresa Rovira i Comas, bibliotecària catalana.[24]
- Barcelona: Andreu Mercé i Varela, escriptor i periodista català.
- Tortosa: Manuela Delsors Mangrané, pintora catalana[25]

Resta del món
- 20 de gener, Uruguai: Esther Ballestrino, bioquímica i activista social, fundadora de les Mares de Plaça de Mayo[26]
- 21 de gener, Burgo de Osma, Sòria, Espanya: Marcelino Camacho Abad, sindicalista i polític espanyol
- 22 de gener, Roma, Itàlia: Bruno Zevi, arquitecte, crític d'art i polític italià
- 24 de gener, Berna, Suïssa: Gottfried von Einem, compositor austríac
- 26 de gener, Scornicesti, Piteşti, Romania: Nicolae Ceaușescu, polític romanès, 6è President de Romania.
- 1 de febrer, Edimburg: Muriel Spark, novel·lista escocesa[27]
- 2 de febrer, Batavia, Índies Orientals: Hella S. Haasse, escriptora neerlandesa[28]
- 4 de febrer, Londres, Regne Unit: Ida Lupino, actriu i directora de cinema anglesa
- 8 de febrer, Madrid, Regne d'Espanya: Enrique Tierno Galván, polític i assagista espanyol.
- 12 de febrer, Nova York, EUA: Julian Schwinger, físic estatunidenc. Premi Nobel de Física el 1965
- 3 de març, Nova York, EUA: Arthur Kornberg, bioquímic i metge estatunidenc, Premi Nobel de Medicina o Fisiologia de l'any 1959[29]
- 4 de març: Enrique Iturriaga Romero compositor peruà

- 5 de març, Champaign, Illinois, EUA: James Tobin, economista, Premi Nobel d'Economia de 1981[30]

- 16 de març, Paterson, Nova Jersey, EUA: Frederick Reines, físic nord-americà, Premi Nobel de Física de l'any 1995
- 17 de març, Oviedo Astúries, Espanya: Sabino Fernández Campo, comte de Latores, militar espanyol i assistent personal de Joan Carles I d'Espanya
- 20 de març, Bliesheim, Alemanya: Bernd Alois Zimmermann, compositor
- 25 de març, París, França: Claude Debussy, compositor francès[31]
- 1 d'abril, Tòquio: Utako Okamoto, metgessa japonesa que descobrí l'àcid tranexàmic.[32]
- 9 d'abril, Copenhaguen, Dinamarca: Jørn Utzon, arquitecte danès, autor del Palau de l'Òpera de Sydney
- 17 d'abril, 
  - Torí, Itàlia: Carol Rama, artista italiana
  - O'Fallon, Illinois, EUA: William Holden, actor de cinema estatunidenc
- 18 d'abril, Angers (França): André Bazin, crític i teòric del cinema
- 20 d'abril, Lund, Suècia: Kai Siegbahn, físic suec, Premi Nobel de Física de l'any 1981
- 22 d'abril: Ibrahim Kodra, pintor albanès.
- 23 d'abril:
  - South Shields, Regne Unit: James Kirkup, poeta, traductor i escriptor de viatges anglès
  - París, França: Maurice Druon, polític i escriptor francès. Premi Goncourt 1948[33]
- 24 d'abril, Múnic: Elisabeth Mann Borgese, experta internacional en dret i polítiques marítimes i en la protecció del medi ambient.[34]
- 25 d'abril:
  - París (França): Gérard de Vaucouleurs, astrònom francès actiu als EUA
  - Múnic (Alemanya): Astrid Varnay, soprano dramàtica sueca
  - Estocolm: Astrid Varnay, soprano dramàtica nord-americana, d’origen hongarès i suec[35]
- 3 de maig:
  - Annelise Pflugbeil, professora i clavecinista alemanya.
  - Nova York, EUA: Pete Seeger, cantautor i activista polític nord-americà
- 9 de maig, Brookline: Mike Wallace, periodista, guionista i actor estatunidenc
- 11 de maig, Nova York, EUA: Richard Feynman, físic. Premi Nobel de Física el 1965[36]
- 17 de maig, Västra Karup, Suècia: Birgit Nilsson, soprano sueca que va conrear tant l'òpera com la música de concert[37]
- 18 de maig, Mogliano, Regne d'Itàlia: Massimo Girottti, actor italià de cinema
- 20 de maig, Wilkes-Barre, Pennsilvània, EUA: Edward Bok Lewis, biòleg i genetista nord-americà, Premi Nobel de Medicina o Fisiologia de l'any 1995[38]
- 26 de maig, Nova York, EUA: John Dall, actor estatunidenc de cinema
- 27 de maig, Suehiro, Takasaki, Japó: Yasuhiro Nakasone, polític japonès que va arribar a ser primer ministre des (1982 -1987)[2]
- 1 de juny, Kingston upon Thames, Londres, Anglaterra: Frank Cordell, compositor, arranjador i director d'orquestra anglès
- 6 de juny, Lansing, Iowa, EUA: Edwin Gerhard Krebs, bioquímic estatunidenc, Premi Nobel de Medicina o Fisiologia de l'any 1992[39]
- 8 de juny, Newton, Massachusetts: Robert Preston, actor estatunidenc
- 10 de juny:
  - Puerto Seguro, Salamanca, Espanya: Emilio Lorenzo Criado, catedràtic de lingüística germànica
  - Roma, Itàlia: Franco Modigliani, economista, Premi Nobel d'Economia de 1985
  - París (França): Patachou, cantant i actriu francesa
- 11 de juny, Oriol, Rússia: Tatiana Iessenina, escriptora russa
- 12 de juny:
  - Aracena, Huelva, Espanya: Florentino Pérez Embid, historiador, professor i escriptor espanyol
  - Topeka, Kansas: Georgia Louise Harris Brown, arquitecta estatunidenca, segona afroamericana que exercí l'ofici
- 13 de juny, Shidler, Oklahoma: Ben Johnson, actor estatunidenc
- 17 de juny, Cirebon, Indonèsia: Jenny Dalenoord, il·lustradora, aquarel·lista i artista d'historietes neerlandesa[40]
- 18 de juny:
  - Nova York, EUA: Jerome Karle, químic nord-americà, Premi Nobel de Química de 1985[41]
  - Roma, Itàlia: Franco Modigliani, economista italià, nacionalitzat estatunidenc[42]
- 7 de juliol, Nova York: Rose Frisch, científica nord-americana pionera en fertilitat[43]
- 14 de juliol:
  - Uppsala, Suècia: Ingmar Bergman, director de cinema
  - Anselmo (Nebraska, EUA): Jay Forrester, enginyer estatunidenc, considerat el pare de la dinàmica de sistemes
- 15 de juliol, Lethbridge, Alberta, Canadà: Bertram Brockhouse, físic canadenc, Premi Nobel de Física de l'any 1994 [44]
- 15 de juliol, Manchester (Regne Unit): Brenda Milner, pionera de la Neuropsicologia amb important llegat en estudis de la memòria humana.
- 17 de juliol, Sevilla (Andalusia, Espanya): Manuel Fernández-Galiano Fernández, hel·lenista i professor espanyol
- 18 de juliol, Umtata, Sud-àfrica: Nelson Mandela, polític sud-africà[2]
- 24 de juliol, San Bruno (Califòrnia, EUA): Ruggiero Ricci, violinista italo-estatunidenc
- 27 de juliol, Washington DC (EUA): Leonard Rose, violoncel·lista estatunidenc
- 31 de juliol, Provo, Utah, EUA): Paul Delos Boyer, químic nord-americà, Premi Nobel de Química de l'any 1997 [45]
- 9 d'agost, Cranston (Rhode Island, EUA): Robert Aldrich, director de cinema, escriptor i productor estatunidenc
- 13 d'agost, Gloucester, Anglaterra: Frederick Sanger, bioquímic anglès, Premi Nobel de Química dels anys 1958 i 1980 [46]
- 25 d'agost, Lawrence, EUA: Leonard Bernstein, compositor, pianista i director d'orquestra estatunidenc [47]
- 26 d'agost, White Sulphur Springs, Virgínia de l'Oest, EUA: Katherine Johnson, física, científica espacial i matemàtica estatunidenca.
- 30 d'agost, Almudébar, Foia d'Osca, Aragó: Ramón Liarte Viu, anarcosindicalista i escriptor aragonès
- 8 de setembre, Gravesend, Kent, Anglaterra: Derek Harold Richard Barton, químic anglès, Premi Nobel de Química de l'any 1969
- 17 de setembre, Belfast, Irlanda: Hayyim Herzog o Chaim Herzog militar de l'Exèrcit britànic i el Tsahal. Posteriorment, va esdevindre el sisè President d'Israel, entre 1983 i 1993[48]
- 26 de setembre, Hlíð, Islàndia: Ólafur Jóhann Sigurðsson, escriptor islandès
- 27 de setembre, Brighton, Anglaterra: Martin Ryle, astrònom anglès, Premi Nobel de Física de l'any 1974[49]
- 4 d'octubre, Nara, Japó: Kenichi Fukui, químic japonès, Premi Nobel de Química de l'any 1981
- 8 d'octubre, Lemvig, Dinamarca: Jens Christian Skou, químic danès, Premi Nobel de Química de l'any 1997.
- 9 d'octubre, Quivicán, Cuba: Bebo Valdés, músic cubà de jazz i música cubana
- 10 d'octubre, París: Jean Gimpel, historiador medievalista i assagista francès
- 11 d'octubre, Nova York: Jerome Robbins, coreògraf i ballarí novaiorquès
- 12 d'octubre, Cáseda (Navarra): Francisco Javier Sáenz de Oiza, arquitecte espanyol
- 15 d'octubre, Chalon-sur-Saône, França: Marc Paillet, novel·lista i historiador francès
- 17 d'octubre, Nova York, EUA: Rita Hayworth, actriu de cinema estatunidenca[50]
- 19 d'octubre, Birmandreis, Algèria: Louis Althusser, filòsof marxista
- 26 d'octubre, Borås, Suècia: Eric Ericson, director de cor i professor de direcció coral suec
- 27 d'octubre, Nova York: Teresa Wright, actriu de cinema estatunidenca
- 8 de novembre, Nuremberg (Alemanya): Hermann Zapf, tipògraf i cal·lígraf alemany
- 10 de novembre, Solin, Baviera, Alemanya: Ernst Otto Fischer, químic alemany, Premi Nobel de Química de l'any 1973
- 13 de novembre, Madrid: José Ortega Spottorno, editor, fundador d'Alianza Editorial i del diari El País
- 26 de novembre, Yara, Cuba: Huber Matos, revolucionari cubà i dissident anticastrista[51]
- 3 de desembre, Valladolid, Espanya: Demetrio Ramos Pérez, historiador i americanista espanyol
- 8 de desembre, Angers, França: Gérard Souzay, baríton francès
- 11 de desembre, Kislovodsk, Imperi Rus: Aleksandr Soljenitsin, escriptor rus, dissident del règim comunista de Stalin, guardonat amb el Premi Nobel de Literatura de 1970
- 14 de desembre, Bellur, Kolar: B. K. S. Iyengar, fundador del ioga Iyengar.
- 15 de desembre, Nova York: Jeff Chandler, actor estatunidenc
- 23 de desembre, Hamburg (Alemanya): Helmut Schimdt, polític alemany i militant de l'SPD, Canceller d'Alemanya
- 25 de desembre, Mit Abu al-Kalum, Egipte: Ànwar el-Sadat, President d'Egipte (1970-1981), Premi Nobel de la Pau de l'any 1978
- 29 de desembre, Yzeures-sur-Creuse (Turena, França): Mado Robin, soprano de coloratura francesa
- 31 de desembre, Gondar, Etiòpia: Yosef Ben-Jochannan, historiador afrocentrista.
- Bhutan: Lopon Tsechu, gran mestre del budisme tibetà.
- Raqqa, Imperi Otomà:Abd al-Salam al-Ugaylí, escriptor i polític sirià.

## Necrològiques
Països Catalans
- 10 de gener, Vilanova i la Geltrú: Magí Sans i Bartomeu, organista i mestre de capella vilanoví
- 13 de gener, Madrid: Fidel Fita i Colomer, arqueòleg, epigrafista, filòleg i historiador jesuïta maresmenc
- 10 de febrer, Tarragona: Emili Morera i Llauradó, historiador, periodista, advocat i arqueòleg tarragoní
- 21 de febrer, Madrid: Eduard Torroja i Caballé, matemàtic tarragoní
- 26 de febrer, Palma: Pere Miquel Marquès, compositor i violinista mallorquí, conegut per les simfonies i sarsueles
- 28 de març:
  - Tortosa, Baix Ebre: Manuel Porcar i Tió, polític i empresari català, alcalde de Barcelona
  - València: Manuel Polo y Peyrolón, escriptor i parlamentari espanyol de tendències catòlica, carlina i ultraconservadora, actiu a València
- 5 d'abril, Barcelona: Narcís Verdaguer i Callís, advocat i polític vigatà, traductor de Dante
- 8 d'abril, Barcelona: Francesc Darder i Llimona, metge i veterinari barceloní
- 25 de maig, Madrid, Espanya: Luis Foglietti Alberola, compositor valencià de sarsuela (40 anys).[52]
- 6 de juny, París, França: Joan Sala i Gabriel, pintor català
- 1 de juliol, València: Antonio García Peris, fotògraf valencià
- 7 de juliol, Granada, Andalusia, Espanya: Josep Gras i Granollers, religiós català, fundador de la congregació de les Filles de Crist Rei,
- 8 de juliol, Barcelona: Eusebi Güell i Bacigalupi, industrial, polític i mecenes català
- 16 de juliol, Alcoi: Josep Jordà i Valor, músic i compositor alcoià (78 anys).
- 7 d'octubre, València: Santiago Segura i Burguès, marxant i promotor artístic català.
- 16 d'octubre, Barcelona: Josep Aladern, Cosme Vidal i Rosich, escriptor i editor català
- 18 d'octubre, Barcelona: Lluïsa Vidal i Puig, pintora catalana[53]
- 22 d'octubre, Barcelona: Rafael Roldós i Viñolas, pioner de la publicitat a Catalunya
- 29 de novembre, Barcelona: Ramon Bartomeus i Mola, compositor català

Resta del món
- 6 de gener, Halle (Saxònia-Anhalt), Imperi Alemany: Georg Cantor, matemàtic i filòsof alemany nascut a Rússia, fundador de la teoria de conjunts moderna
- 9 de gener, Ivry-sur-Seine, França: Charles-Émile Reynaud, inventor i pioner del cinema d'animació francès
- 10 de gener, Madrid: María Dolores Rodríguez Sopeña, dona, després religiosa, fundadora de diversos instituts catòlics i venerada com a beata
- 18 de gener, Viena, Àustria: Amalie Materna, soprano austríaca[54]
- 6 de febrer, Viena, Àustria: Gustav Klimt, pintor simbolista austríac[55]
- 7 de febrer, Sant Petersburg, Rússia: Aleksandr Tanéiev, compositor rus
- 8 de febrer, Barbizon: Louis Renault, jurista francès, Premi Nobel de la Pau de 1907
- 10 de febrer: Ernesto Teodoro Moneta, pacifista italià Premi Nobel de la Pau el 1907 (84 anys).
- 23 de febrer, Múnic, Alemanya: Sophie Menter, pianista i compositora alemanya
- 25 de febrer, 
  - Vitòria, País Basc, Espanya: Federico Baraibar Zumárraga, escriptor, professor, etnòleg i polític espanyol
  - Madridː Amalia Ramírez, cantant espanyola, soprano[56]
- 3 de març, Nova York, EUA: Arthur Kornberg, bioquímic estatunidenc, Premi Nobel de Medicina o Fisiologia de l'any 1959)[29]
- 6 de març, Londres, Anglaterra: John Redmond, advocat i polític irlandès[57]
- 9 de març, Múnic, Alemanya: Frank Wedekind, dramaturg alemany
- 13 de març, Sant Petersburg, Rússia: César Cui, compositor rus[58]
- 15 de març, Mézy, França: Lili Boulanger, compositora francesa[58]
- 25 de març, París, França: Claude Debussy, compositor francès, representatiu de l'impressionisme musical[58]
- 31 de març, Berlín: Anna vom Rath, salonnière alemanya a Berlín[59]
- 4 d'abril, Berlín, Alemanya: Hermann Cohen, filòsof alemany jueu, fundador de la neokantiana Escola de Marburg[60]
- 5 d'abril, Tamaris, Provença, França: Paul Vidal de la Blache historiador i geògraf occità, pare de la geografia regional [61]
- 9 d'abril, Tbilisi, Geòrgia: Niko Pirosmani, pintor primitivista georgià
- 11 d'abril, Viena, Àustria: Otto Wagner, arquitecte austríac[62]
- 13 d'abril, Krasnodar, Imperi Rus: Lavr Kornílov fou un general de l'exèrcit rus[63]
- 15 d'abril, Gries-Quirein, Tirol del Sud: Hermann Ludwig Eichborn, musicògraf i compositor.
- 20 d'abril, Nova York, EUA: Karl Ferdinand Braun, físic alemany, Premi Nobel de Física de 1909)[64]
- 21 d'abril, prop de Cappy, Somme, Picardia, França: Manfred von Richthofen, conegut com “el Baró Roig”, aviador alemany, considerat el millor pilot de la Primera Guerra Mundial, en ser abatut el Fokker que pilotava[65]
- 23 d'abril, Getxo, País Basc, Espanya: Nicolás Achúcarro, metge i neurocientífic espanyol, especialista en malalties mentals
- 19 de maig, Ginebra, Suïssa: Ferdinand Hodler, pintor suís
- 1 de maig, Jackson (Michigan): Grove Karl Gilbert, geòleg estatunidenc[66]
- 8 de maig, Tribschen: Ernst von Hesse-Wartegg, escriptor austríac conegut pels seus llibres de viatges.
- 17 de maig, Tréboul, França: John-Antoine Nau, escriptor francès, primer guanyador del Premi Goncourt
- 23 de maig, Bordeus, França: Oscar de Lagoanère, compositor i director d'orquestra
- 25 de maig, Madrid: Luis Foglietti Alberola, compositor alacantí de sarsueles
- 30 de maig, Zelenogorsk, URSS: Gueorgui Plekhànov, revolucionari rus, teòric i propagandista del marxisme
- 31 de maig, Mauer bei Amstetten, Baixa Àustria: Helene von Druskowitz, filòsofa austríaca[67]
- 10 de juny, Milà, Regne d'Itàlia: Arrigo Boito, escriptor, poeta, crític i compositor italià[68]
- 10 de juliol, Brooklyn, EUA: Fay Kellogg, arquitecta, sufragista i defensora dels drets de les dones, que aconseguí que el govern francès permetés que les dones estudiessin en la École des Beaux Arts,
- 19 de juny, Madrid: Julián Juderías y Loyot, historiador, sociòleg, crític literari, periodista, traductor, principal divulgador de l'expressió i del concepte de «llegenda negra»
- 21 de juny, Varsòvia, Polònia: Edward Abramowski Czajkoszki, poeta polonès
- 3 de juliol, Istanbul, Imperi Otomà: Mehmet V, soldà de l'Imperi Otomà
- 14 de juliol, Lorío, Astúries, Espanya: Norberto del Prado, teòleg i filòsof espanyol
- 2 d'agost, Plattling, Baviera, Alemanya: Martin Krause, concertista de piano, compositor, editor i pedagog saxó
- 12 d'agost, Nova York, Estats Units: Anna Held, actriu polonesa que va créixer a París i actuà als musicals de Nova York [69]
- 7 de setembre, Oslo, Noruega: Peter Ludwig Mejdell Sylow, matemàtic
- 19 de setembre, Pinner, Middlesex: Liza Lehmann, cantant i compositora d'òpera anglesa[70]
- 28 de setembre:
  - Múnic: Eduard von Keyserling, novel·lista i dramaturg germanobàltic, exponent de l'impressionisme literari.
  - Estrasburg, Imperi Alemany: Georg Simmel, sociòleg alemany
- 1 d'octubre, Brussel·les: Erasme Raway, sacerdot i compositor belga.
- 7 d'octubre, Knight's Croft Rustington, Sussex, Regne Unit): Hubert Parry, literat i compositor anglès, un dels impulsors del Renaixement musical anglès,
- 9 d'octubre, Canes, França: Raymond Duchamp-Villon, escultor francès
- 17 d'octubre, El Caire: Malak Hifni Nasif, mestra, escriptora i feminista egípcia,[71]
- 18 d'octubre, Viena (Àustria): Coloman Moser, pintor, dibuixant i dissenyador austríac de la Sezession
- 24 d'octubre:
  - París: Charles Lecocq, músic francès, compositor d'operetes
  - Lucerna, Suïssa): César Ritz, hoteler suís, pare de l'hoteleria moderna
- 29 d'octubre, Vilafranca de Roergue, França): Justin Besson, escriptor en occità
- 31 d'octubre, Viena, Àustria: Egon Schiele, pintor i gravador austríac
- 4 de novembre, Ciutat de Mèxic: Joaquín Valverde y Sanjuán, compositor espanyol de sarsueles
- 6 de novembre, Larén, Països Baixos: Wally Moes, pintora de gènere i escriptora neerlandesa
- 9 de novembre, París: Guillaume Apollinaire, poeta, dramaturg, contista, novel·lista i crític d'art francès, capdavanter del moviment surrealista
- 1 de desembre, Budapest, Hongria: Margit Kaffka, escriptora i poeta hongaresa[72]
- 2 de desembre, París: Edmond Rostand, dramaturg francès.[73]
- 5 de desembre, Berlín: Martin Hartmann, orientalista alemany, especialitzat en estudis islàmics
- 14 de desembre, Lisboa, Portugal: Sidónio Pais, president de la República Portuguesa, conegut com el "President-Rei".

El 1918, l'artista Arthur Cravan desaparegué en el Golf de Mèxic després de salpar en una barca.

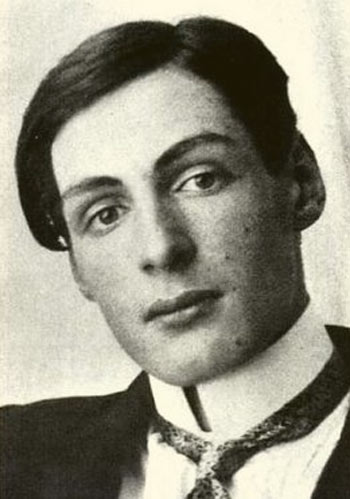
Arthur Cravan (d. 1918)